# Tlilapan
Tlilapan är en kommun i Mexiko.   Den ligger i delstaten Veracruz, i den sydöstra delen av landet, 230 km öster om huvudstaden Mexico City.
Följande samhällen finns i Tlilapan:
- Tonalixco
- Xochititla
- Amatitla